# Stimpsonia chamaedryoides
Stimpsonia chamaedryoides är en viveväxtart som beskrevs av Charles Wright och Asa Gray. Stimpsonia chamaedryoides ingår i släktet Stimpsonia och familjen viveväxter. Inga underarter finns listade i Catalogue of Life.